# Ajax Amsterdam
Pour les articles homonymes, voir Ajax.
Maillots
Actualités
L'Amsterdamsche Football Club Ajax (en ancienne orthographe ; en nouvelle orthographe : Amsterdamse Football Club Ajax ; appelé plus communément Ajax Amsterdam, AFC Ajax ou simplement Ajax et prononcé /ˈʌɪjaks/ en néerlandais) est un club de football néerlandais créé le 18 mars 1900 et basé à Amsterdam, évoluant actuellement[Quand ?] en première division néerlandaise (Eredivisie). Son nom provient de la mythologie grecque : Ajax de Télamon, dit le grand, est l'un des plus vaillants héros de la guerre de Troie.
L'Ajax détient le plus beau palmarès des Pays-Bas avec notamment 36 titres en championnat. C'est aussi un des plus beaux palmarès d'Europe avec quatre Ligue des champions. L'Ajax est un des cinq clubs à avoir remporté chacun des trois trophées européens : la Ligue des champions, la Coupe UEFA et la Coupe d'Europe des vainqueurs de coupe, à l'égale de la Juventus, le Bayern Munich, Chelsea et Manchester United.
L'Ajax est une entreprise cotée en bourse.
Il évolue à la Johan Cruyff Arena, dans le sud-est d'Amsterdam, du nom de son meilleur buteur, Johan Cruyff.

## Historique

### Les débuts (1893-1965)
L'histoire de l'Ajax d'Amsterdam débute en 1893 sur l'idée d'un petit groupe d'amis formé autour de Han Dade, Carel Reeser et Floris Stempel. Le club est alors appelé Union mais, en 1894, il change de nom pour devenir Football Club Ajax en référence à la mythologie grecque (Ajax, personnage de la mythologie connu pour son courage et son audace). Face au manque de terrains disponibles pour la pratique du football (dû à l'agrandissement de la ville) et au sous-effectif, le noyau d'amis doit repenser le projet et convaincre les joueurs peu motivés ou partis jouer ailleurs que l'Ajax est un club d'avenir. Ils repartent donc sur de nouvelles bases oubliant leur premier « échec » [source?].
Le 18 mars 1900 a lieu la réunion historique qui pose les fondements du club qui porte désormais le nom de Football Club Ajax. Le club rejoint l'Amsterdamse Voetbal Bond ou AVB (association de football d'Amsterdam), qui lui permet d'enfin obtenir un terrain.
Le 8 avril 1901, le club gagne un match amical contre l'équipe nationale 4-1 à Haarlem. En 1902, l'Ajax adhère à la Nederlandse Voetbal Bond ou NVB (association du football néerlandais) et accède à la seconde division un an après (l'Ajax étant alors en D3).
En octobre 1902, l'AVB invite l'Ajax à jouer pour la Gouden Kruis (la croix d'or). Ce trophée était alors toujours disputé entre clubs amateurs et n'était qu'une modeste plaque en métal dorée, mais ce premier trophée représente bien plus qu'il n'y paraît : il prouve que celui qui l'emporte fait partie des meilleurs clubs du pays [source?].
À la suite de l'annonce des plans de construction de la ville, le club est contraint de quitter le terrain qu'il occupait et d'en chercher un autre. Lors de l'été 1907, l'Ajax trouve enfin un espace et ce dans la ville de Watergraafsmeer. Il n'y a rien : pas de tribune, pas de vestiaires et aucun accès à l'eau courante, mais il est bien desservi par le tramway. Le café de l'autre côté de la route fait office de vestiaires.
Le nouveau terrain pousse l'Ajax vers de nouveaux succès. En 1907, l'Ajax gagne la Gouden Kruis. Mais le club a d'autres ambitions : il veut remporter le titre de champion de D2. À cette époque, aucun club ne pouvait être promu sans passer par un match de barrage. Un club fut la victime de cette loi trois années d'affilée : Holland, club de D3. En 1908, Holland fusionne avec l'Ajax, les dirigeants décident de garder le nom, les couleurs et le principe de fonctionnement de l'Ajax.
En 1910 l'Ajax se fixe pour objectif d'atteindre la Première division. Après avoir récupéré de l'argent auprès des membres du club, les dirigeants se mettent à la recherche d'un entraîneur anglais, car le football anglais est plus développé et de meilleure qualité (il existe depuis 1871). Le premier entraîneur payé de l'histoire du club est l'Irlandais Jack Kirwan. Il avait eu une longue carrière avant de venir à l'Ajax, notamment au Tottenham Hotspur. L'expérience de Kirwan est profitable au club, puisqu'en 1911 l'Ajax gagne le championnat de D2. Ainsi, le 21 mai 1911, l'Ajax accède à la Première division, en faisant match nul face à Zesde, le club du régiment d'infanterie de Bréda, 0-0, lors du match de barrage. Le 19 mars 1911 est le jour de la première sélection d'un joueur de l'Ajax : Ge Fortgens, celui-ci est milieu gauche et participe à la victoire de l'équipe nationale face à la Belgique, sur le score de 4-1.
Cette accession en Première division apporte son lot de changement : édification d'une tribune en bois autour du terrain, modification du maillot (on change les rayures blanches et rouges par une large bande centrale rouge, qui restera le maillot du club), pour ne pas le confondre avec celui du Sparta Rotterdam. On ajoute aussi Amsterdam au nom du club, car existe aussi un Ajax à Leyde.
Lors de la saison 1913-1914, l'Ajax redescend en deuxième division, ce qui provoque le départ de nombreux joueurs et l'arrivée d'un nouvel entraîneur, Jack Reynolds, qui restera trente-trois ans au club en plusieurs fois). Peu après, l'Ajax est promu et, en 1918, le club remporte le championnat sans perdre un match, performance qu'il réussira une seconde fois en 1996.
Après de bons résultats, le club passe par une période de résultats médiocres. Les vedettes de l'équipe partent, suivies de Reynolds en 1925. Dans ces années-là, l'Ajax se diversifie, ainsi, en plus de la section athlétisme en 1924, « l'Ajax Yazband » (jazz band) est créé en 1924, vient ensuite se rajouter une équipe de baseball en 1928 puis une équipe de cricket deux ans après.
De nombreuses fois, l'Ajax perd ses chances de remporter le championnat au dernier moment. Il se fait ensuite ridiculiser 16-2 par le Rapid de Vienne, et ce malgré le retour de Reynolds (1928).
À cette époque, un nouveau stade du nom de « De Meer » est construit. Il remplace le vieux stade en bois, qui a été détruit à cause de l'expansion de la ville et de sa petite taille.
Pendant cette période, Go Ahead Eagles et Feyenoord étaient les principaux rivaux du club en championnat. Lors de la saison 1930-1931, l'Ajax gagne le championnat en s'imposant face au PSV 5-2. Le titre lui échappait depuis 1919. Le 11 janvier 1931, l'Ajax réalise la plus large victoire de son histoire face à VUC : 17-0.
Lors de la Seconde Guerre mondiale, le football continue, mais le niveau baisse fortement. En 1942, deux milieux ainsi que Reynolds sont forcés d'aller travailler en Allemagne. Ce dernier organise dans un camp de prisonniers les « jeux internationaux » entre Irlandais, Écossais, Belges et Français. Malgré le travail forcé et les lois antisémites, aucun membre de l'Ajax n'est tué. Mais en 1944, le football est complètement abandonné.
L'Ajax rejouera seulement trois semaines après la libération. En octobre, Reynolds revient d'Allemagne. Pendant la saison 1946-1947, un joueur important fait ses débuts dans le club : le 5 juillet, à 18 ans, Rinus Michels dispute son premier match ; un an plus tard, il devient champion national.
Le football aux Pays-Bas prend un virage définitif avec l'introduction du football professionnel en 1954. Jusque-là, tous les joueurs avaient un travail mais, comme ils gagnaient peu d'argent, la plupart se voyaient contraints d'arrêter. Ainsi, le football néerlandais se détériore rapidement et les appels à la professionnalisation se multiplient. La fédération des Pays-Bas de football (Koninklijke Nederlandse Voetbal Bond, KNVB) refuse cette idée pendant plusieurs années. Parallèlement, l'Association de Football Professionnel des Pays-Bas (NBVB) est fondée et crée son propre championnat, ce qui cause une importante confusion. Finalement, les deux fédérations décident de collaborer.
En 1957, l'Ajax gagne l'Eredivisie (la nouvelle Première division), ce qui lui donne le droit de participer à la Coupe d'Europe. Après avoir battu Wismut Karl-Marx-Stadt, champion d'Allemagne de l'Est, l'Ajax perd contre le Vasas Budapest.
Pendant ce temps, deux joueurs importants débutent au sein du club. Le 21 mai 1956, à 18 ans, Sjaak Swart dispute son premier match. Il deviendra « Mister Ajax », car il portera en tout le maillot à 603 reprises, record inégalé. Le 25 avril 1957, un autre joueur rejoint le club : Johan Cruyff, qui, le jour de ses 10 ans, reçoit une lettre lui disant qu'il est accepté au club. Sept ans plus tard, il joue son premier match et marque le seul but de son club, qui perd contre GVAV 3-1.
Un événement important se produit lors de la saison 1958-1959 : le match du 5 avril 1959, Feyenoord – Ajax, est diffusé à la télévision. L'Ajax gagne 5-0, mais finit seulement à la sixième place. La saison suivante, en gagnant contre Feyenoord, l'Ajax redevient champion et disputera à nouveau la Coupe d'Europe.
Durant les années 1960, le club ne gagne pas de titres majeurs du fait d'une concurrence élevée, et ce malgré de très bonnes performances. L'équipe est alors menée par l'anglais Vic Buckingham : durant la saison 1960-1961, elle finit deuxième du championnat (derrière Feyenoord), gagne une Coupe des Pays-Bas (triplé de Henk Groot), perd au premier tour de la Coupe d'Europe contre le club amateur norvégien de Fredrikstad 4-2 puis 0-0. La saison suivante, l'Ajax passe le premier tour de la Coupe des Coupes 1962, puis perd face au club hongrois Ujpesti Dosza (2-1, 1-3).
Feyenoord continue à être le principal adversaire du club. Pendant la saison 1960-1961, l'Ajax perd contre lui 9-5 et doit se contenter d'une deuxième place. En revanche, il gagne la Coupe des Pays-Bas pour la première fois depuis la guerre. Les trois buts de la victoire sont marqués par Henk Groot dans le dernier quart d'heure de la finale.
La saison 1964-1965 est la plus catastrophique depuis la guerre : le club échappe de justesse à la relégation et ce malgré un bel effectif : Cruyff, Swart, Keizer… Buckingham part, Jaap van Praag devient président et nomme Rinus Michels comme entraîneur.

### Les premiers succès professionnels (1965-1970)
Dès son arrivée, Rinus Michels introduit le professionnalisme au sein du club. Il décide aussi que la tactique sera désormais exclusivement vouée à l'attaque et fait venir des joueurs d'expérience (Groot, Prins), ainsi que de nouvelles « pointures » comme Gert Bals du PSV Eindhoven au poste de gardien de but.
Durant la saison 1966-1967, l'Ajax gagne son premier doublé Coupe-Championnat. Piet Keizer et Johan Cruyff marquent à eux seuls 122 buts, établissant un nouveau record national. Durant cette période, l'Ajax remporte quatre fois le championnat et deux fois la coupe des Pays-Bas. Le club acquiert à cette époque non seulement de l'expérience, mais aussi une solide réputation.
Le 7 décembre 1966 a lieu ce que les supporteurs appelleront le fog game : au second tour de la Coupe d'Europe des clubs champions contre Liverpool, le club s'imposera 5-1 dans son stade et dans un brouillard des plus impénétrables. Le match retour verra l'Ajax se qualifier à Liverpool (2-2). L'équipe sera défaite en quart de finale par le Dukla Prague, mais les joueurs sauront désormais qu'ils peuvent battre les plus grands.
En 1969, l'Ajax est le premier club néerlandais à disputer une finale de Coupe d'Europe, mais s'incline 4-1 face au Milan AC.

### Le premier âge d'or (1971-1974)

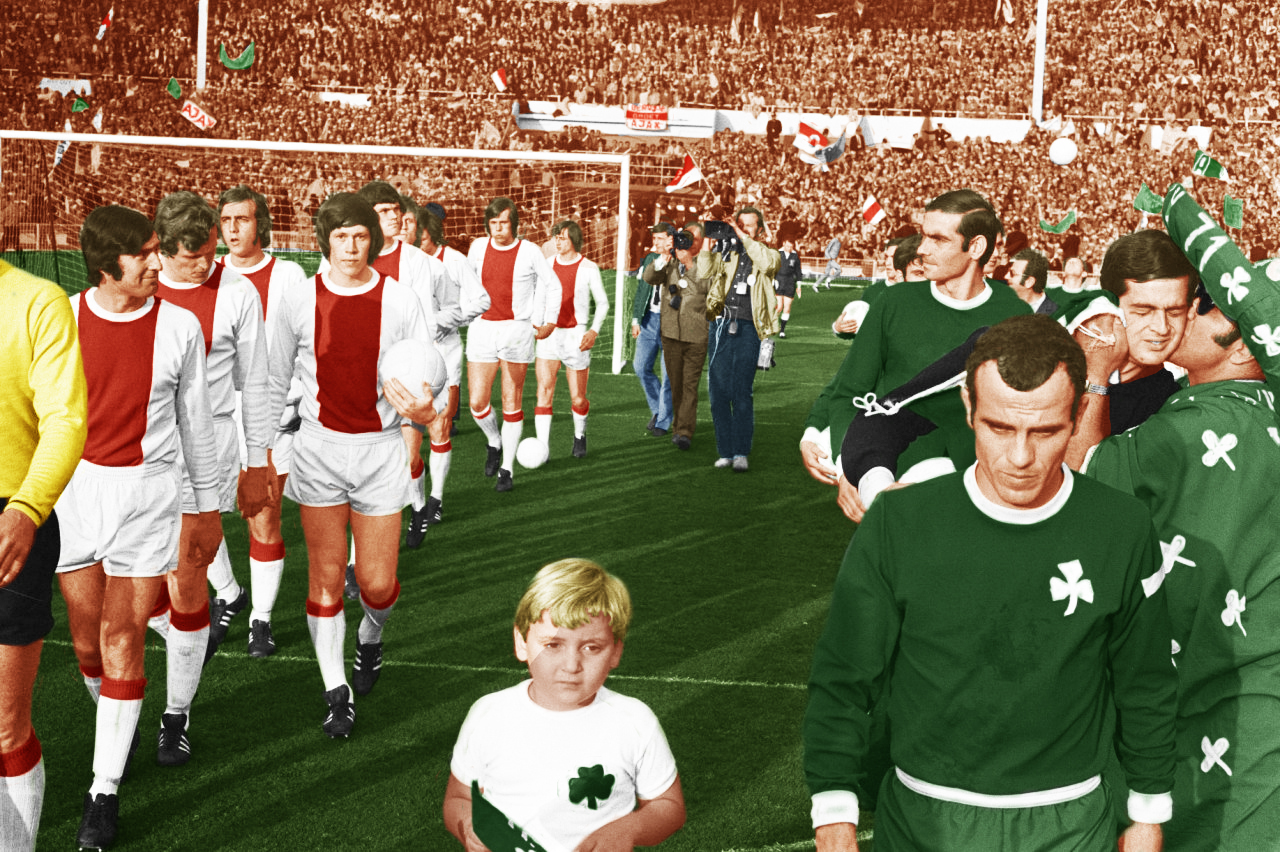
Finale de la Ligue des champions contre Panathinaikos, en 1971.

En Coupe d'Europe en 1971, l'Ajax torpille tous ses adversaires (FC Bâle, Celtic Glasgow, Atletico Madrid et Nentori Tirana) et arrive en finale à Wembley face au Panathinaïkos entraîné alors par le grand Ferenc Puskás. L'équipe est fatiguée, le championnat a été perdu face au Feyenoord, mais elle marque sur une tête de Dick van Dijk à la cinquième minute de jeu. La suite de la partie verra l'Ajax gaspiller ses occasions et le Panathinaïkos reprendre du courage. Mais miraculeusement, Kapsis, à la 87e minute, déviera dans son camp un tir d'Arie Haan, sacrant l'Ajax qui gagne 2-0. Même si cette finale ne permit pas de montrer l'équipe sous son meilleur jour, le style de jeu dit « football total » de Rinus Michels est alors une révolution au niveau européen.
En 1971, le gardien Heinz Stuy établit à son tour un record : il reste invincible pendant 1 080 minutes (soit 12 matches).
Rinus Michels parti pour le FC Barcelone, c'est Stefan Kovacs qui est désigné comme nouvel entraîneur de l'équipe. Rien ne change alors, et le championnat 1972 n'est que pure formalité. C'est donc une nouvelle finale de coupe d'Europe qui se prépare, qui est cette fois-ci remportée triomphalement 2-0 contre l'Inter Milan, dont le football défensif échoue, grâce à un doublé de la star de l'équipe Johan Cruyff.
Le club remporte alors la Coupe intercontinentale contre les Argentins d'Independiente (équipe tellement rugueuse que l'Ajax avait refusé l'invitation de 1971) : 1-1 puis 3-0 à Amsterdam.

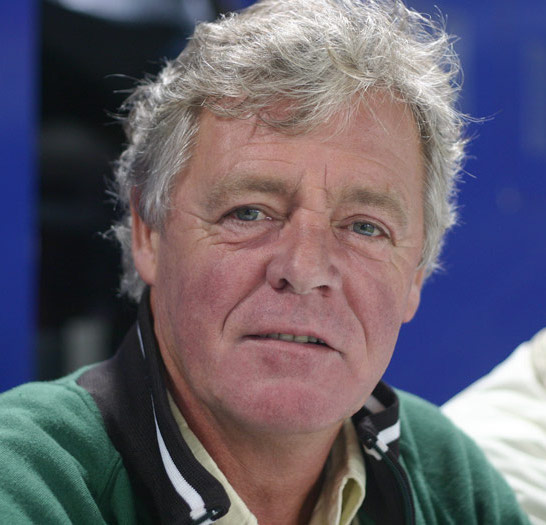
Johnny Rep

En 1973, l'Ajax remporte sa troisième Coupe d'Europe des clubs champions, en battant sans éclat l'inexpérimentée Juventus FC. À la cinquième minute de jeu, Johnny Rep, servi par Horst Blankenburg, trompe d'une tête Dino Zoff. La Juve n'arrivera à aucun moment à être dangereuse, tant elle est frileuse. L'équipe écrase le Bayern Munich (vainqueur l'année suivante) en quarts-de-finale : 4-0 puis 1-2 à Munich. Le club battra dans la foulée les Glasgow Rangers et remportera du coup la première Supercoupe d'Europe (3-1 à l'aller, puis 3-2 au retour pour l'Ajax).
En trois saisons européennes, l'Ajax aura gagné ses quatorze matchs à domicile avec 34 buts marqués pour seulement 3 encaissés. En 1972 et 1973, l'Ajax remporte le championnat en marquant plus de 100 buts.
Pourtant, après Rinus Michels, c'est Johan Cruyff qui sera attiré par les sirènes du « Barça ».

### Déclin (1974-1980)
À la suite des départs de Cruyff et de Swart (qui met fin à sa carrière en 1973, après 603 matches et 228 buts pour le club), l'Ajax perd beaucoup de sa qualité de jeu et voit ses ambitions amoindries. Piet Keizer et Arie Haan quittent aussi le club après une mésentente avec le nouvel entraîneur, Hans Kraay. En 1974, Johan Neeskens rejoint Cruyff à Barcelone. Le club gagnera cette année-là une nouvelle Supercoupe d'Europe en battant le Milan AC (1-0 au match aller pour Milan, 6-0 au retour pour l'Ajax !).
Le 23 février 1975, l'Ajax perd son premier match à domicile depuis 1969 contre le FC Amsterdam par 4 buts à 2. À cette époque, Ruud Krol était le dernier joueur restant du onze champion d'Europe.
Avec de nouveaux joueurs comme Tscheu La Ling, Ruud Geels, Simon Tahamata, Soren Lerby et Frank Arnesen, l'Ajax ressort de l'ombre et les succès réapparaissent, mais sont moins glorieux qu'auparavant. La filière danoise (avec des joueurs comme Jan Mølby, Henning Jensen et Jesper Olsen qui rejoignent le club) apporte à l'Ajax de nouvelles lignes à son palmarès : en 1977 et 1980, le club gagne l'Eredivisie, ainsi que le second doublé de l'histoire du club en 1979. Reste que les épopées européennes sont devenues de l'histoire ancienne ; à tel point que Jan Mulder, ancien ailier gauche ayant rejoint l'équipe en 1973, dira plus tard qu'il a fait partie de la génération qui apprit à l'Ajax comment perdre…
L'Ajax terminera troisième lors des championnats de 1974, 1975 et 1976.
Le 24 octobre 1976 se produit une violente rixe dans l'enceinte du stade De Meer entre des supporters du FC Utrecht et de l'Ajax, mettant en lumière le problème naissant du hooliganisme en Europe et aux Pays-Bas. C'est aussi le début de Simon Tahamata (Ajax-FC Utrecht 7-0).

### Renaissance (1981-1991)
Les années 1980 ont coïncidé avec le début du « pillage » de joueurs, dont l'Ajax sera ensuite constamment victime. L'équipe est ainsi principalement constituée d'éléments formés au club, mais qui s'en vont rapidement monnayer leurs talents à l'étranger. Malgré cela, Cruyff revient au club en 1981 pour la plus grande satisfaction des supporteurs. Il entraînera dans son sillage les jeunes talents qui éclosent : citons Wim Kieft, John van 't Schip, Marco van Basten, Gerald Vanenburg, Jesper Olsen et Frank Rijkaard.
Johan Cruyff quitte de nouveau le club en 1983, part jouer au Feyenoord pendant une saison, puis revient en 1985 en tant que manager. La tactique offensive de l'entraîneur Cruyff est illustrée par des chiffres impressionnants : 120 buts marqués, dont 37 par la nouvelle vedette, Marco van Basten. Cela n'a toutefois pas suffi à remporter le championnat, laissé pendant deux années au PSV Eindhoven.
Les joueurs purent toutefois parader sur la Leidseplein, lorsqu'ils ramenèrent la Coupe des coupes 1987, s'imposant à Athènes face au Lokomotive Leipzig (1-0, but de Marco van Basten. En 1988, après avoir battu l'Olympique de Marseille en demi-finale, ils manquèrent d'un rien de la soulever l'année suivante, mais furent battus par le FC Malines dans une finale longtemps jouée à dix (0-1).
À ce moment-là, Cruyff était déjà parti. Illustrant le déclin du Championnat des Pays-Bas, la lutte pour le titre s'est résumée les années suivantes à un duel entre le PSV et l'Ajax. La plupart des vedettes des années 1980 étaient elles aussi parties chercher fortune ailleurs.
La période entre 1988 et 1991, déjà peu reluisante, est encore davantage noircie par des histoires de fraudes sur les transferts de joueurs en 1989 et par la suspension européenne que subit l'Ajax, à la suite de l'agression du gardien de l'Austria Vienne par un hooligan dans un match de Coupe UEFA la même année.

### Le second âge d'or (1992-1998)

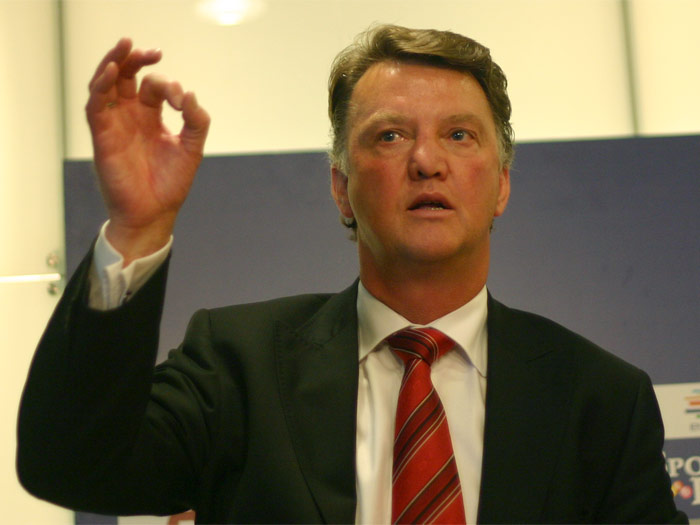
Louis van Gaal devient l'entraîneur du club en 1992.

Au début de la saison 1992, l'entraîneur Leo Beenhakker est rappelé par son ancien club, le Real Madrid. Son successeur est alors son ancien adjoint, Louis van Gaal. À l'instar de Cruyff, Van Gaal impose rapidement sa marque tactique. Tout comme Cruyff également, les efforts de Van Gaal sont rapidement récompensés d'une victoire en Coupe UEFA 1992, à la suite d'une finale haletante contre le Torino FC (0-0, 2-2 ; victoire au bénéfice des buts marqués à l'extérieur). Par ailleurs, bien qu'il n'ait pas pris part à la finale retour, l'Ajax révèle sa nouvelle perle, Dennis Bergkamp, qui marque six buts durant la compétition.
Dans le Championnat néerlandais, Bergkamp avait déjà conquis deux titres consécutifs de meilleur buteur (1991, 1992), mais une fois encore, le PSV s'emparait du titre. En 1993, l'Ajax doit se contenter d'une troisième place (ce qui ne lui était plus arrivé depuis 1984), ce qu'il compensera par une victoire en Coupe nationale.
Ce trophée s'est avéré être le dernier que Bergkamp gagnera avec l'Ajax, puisque lui et son compère Wim Jonk furent transférés à l'Inter Milan. Son départ est rapidement oublié grâce aux remarquables prestations de Jari Litmanen, sous son maillot numéro 10. Aux côtés de Litmanen, l'Ajax attirera le Nigérian Finidi George et fait revenir Frank Rijkaard au club, ce qui permet à Van Gaal de construire son équipe.
Ils gagnent alors le titre national en 1994 et remportent surtout la finale de la Ligue des champions 1994-1995 à Vienne contre le Milan AC, d'un but de Patrick Kluivert, âgé de 18 ans et entré en jeu à la 69e minute. Précédée d'une série d'invincibilité inégalée à ce jour pour remporter le titre national 1995, cette finale est le point d'orgue d'une saison mémorable. Rijkaard termine magistralement sa carrière de joueur, tandis que Kluivert en attaque fait des débuts remarqués. Le club conquiert en décembre 1996 la Coupe intercontinentale à Tokyo face au Grêmio Porto Alegre aux tirs au but.
La saison suivante est presque aussi réussie. L'Ajax, outre un nouveau titre national, réalise un remarquable parcours en Ligue des champions 1996. Ayant conservé l'ossature de l'équipe vainqueur la saison précédente, van Gaal parvient à hisser son équipe en finale, après un parcours remarqué (avec notamment deux victoires face au Real Madrid en poules, faisant écho à celles contre le Milan AC la saison précédente). Cette fois, privé en finale de son avant-centre Kluivert, l'Ajax trébuche sur la Juventus, gonflée à bloc, lors d'un match disputé au stade olympique de Rome et perdue aux tirs au but. Fabrizio Ravanelli avait ouvert le score dans un angle fermé pour les Italiens en début de match. Jari Litmanen égalisera à la suite d'un coup franc confus peu avant la mi-temps.
La saison 1996-1997 est la dernière que van Gaal passera sur le banc de l'Ajax. Malgré une nouvelle demi-finale de Ligue des champions, encore perdue face à la Juventus (1-2 à Amsterdam, 1-4 à Turin), l'entraîneur néerlandais s'en ira au FC Barcelone au terme de l'exercice.
L'entraîneur danois Morten Olsen est intronisé pour la saison 1998. Il fait venir le capitaine de la sélection danoise, Michael Laudrup. Ensemble, ils réalisent le doublé Coupe-Championnat. Cependant, dès sa deuxième saison au club, la tension monte entre Olsen et certains piliers du club. L'entraîneur est remercié à la fin de la saison.
Bientôt, toutes les jeunes étoiles de l'équipe qui ont permis à l'Ajax de retrouver les heures de gloire seront également parties vers les plus riches clubs européens (Jari Litmanen, Patrick Kluivert, Marc Overmars, Edgar Davids, Winston Bogarde, Michael Reiziger, Clarence Seedorf, Edwin van der Sar, Nwankwo Kanu, Ronald de Boer, Frank de Boer, Finidi George). Cela marque la fin d'une époque pour le club.

### Vers la reconstruction (1999-2015)

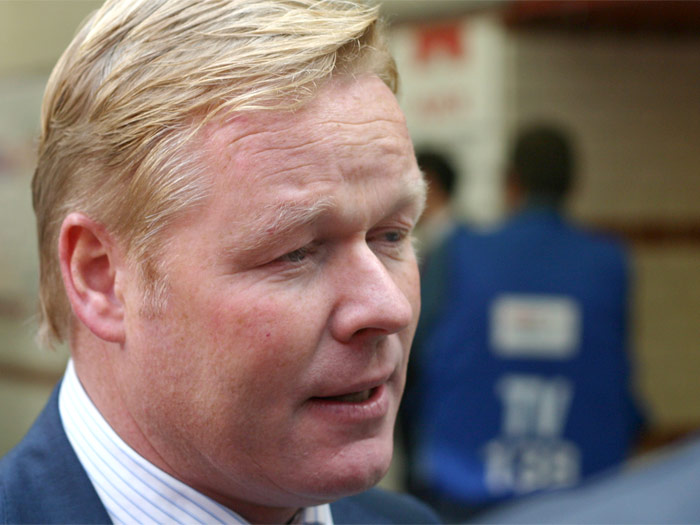
Ronald Koeman, coach emblématique de l'Ajax dans les années 2000.

La fin des années 1990 est délicate pour l'Ajax. Depuis les succès de l'ère Van Gaal, le club ne parvient pas à renouer avec les sommets, sauf lors de la saison débutée 2003. L'équipe, entraînée par Ronald Koeman, est alors emmenée par son capitaine roumain Cristian Chivu et compte dans ses rangs Rafael van der Vaart, Zlatan Ibrahimović, Mido. Jari Litmanen, qui avait quitté le club en 1999, est même de retour. Il s'en est fallu d'un rien pour que cette jeune équipe se qualifie pour les quarts de finale de la Ligue des champions 2003, en sortant deuxième d'une poule comportant le Valence CF, Arsenal et l'AS Rome. Après avoir arraché et tenu un score de 2-2 face au Milan AC, qui le qualifiait pendant quelques minutes, lors du quart de finale retour à San Siro (0-0 à l'aller), l'Ajax est éliminé par un dernier but de la tête de Jon Dahl Tomasson dans les arrêts de jeu.
Les succès de Koeman furent de courte durée. Il démissionne en 2005 à la suite d'une élimination humiliante en Coupe UEFA face à l'AJ Auxerre. Aux Pays-Bas, il était déjà contesté à la suite de la cinquième place du club en Championnat au début de l'année 2005, alors que Louis van Gaal n'hésitait pas à douter publiquement de ses capacités.

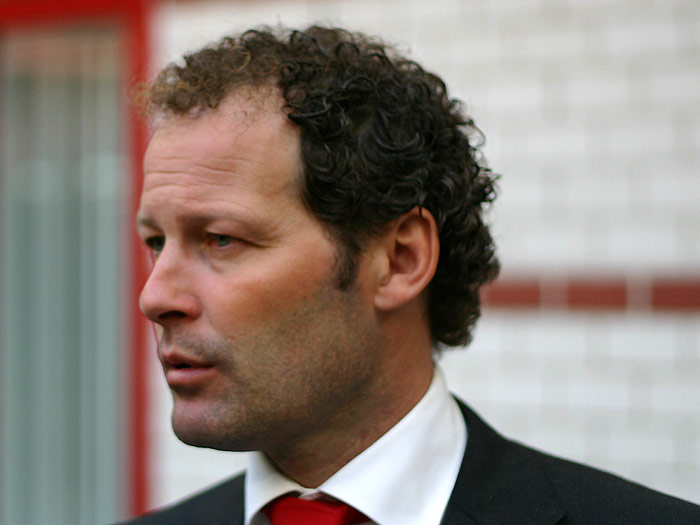
Danny Blind

L'ancien défenseur Danny Blind, qui avait pris part aux épopées européennes de 1995 et 1996, est appelé à la tête de l'équipe, tandis qu'il était adjoint de Koeman. Il n'a alors aucune expérience du haut niveau à ce poste.
Celui-ci abandonne le style de jeu traditionnel de l'Ajax, sa marque de fabrique (cf. section ci-dessous), pour un 4-4-2. Au terme de cette saison 2005, certains joueurs clés comme Rafael van der Vaart ou Nigel de Jong quittent le club, tandis que six autres (Hatem Trabelsi, Tomáš Galásek, Hans Vonk, Nourdin Boukhari, Steven Pienaar et Maxwell) annoncent qu'ils partiront au terme de la saison 2006. C'est après avoir gagné la Coupe des Pays-Bas et les play-offs qualificatifs pour le tour préliminaire de la CL que Blind est remercié.
Henk ten Cate est nommé au poste d'entraîneur, auréolé de sa victoire en Ligue des champions et de son titre de Champion d'Espagne avec Barcelone, en tant qu'adjoint de l'entraîneur Rijkaard. Dès son intronisation, il annonce qu'il compte sur les jeunes Jan Vertonghen, Rydell Poepon ou Robbert Schilder, et que l'avant-centre grec Angelos Charisteas sera placé sur la liste des transferts (il rejoindra Feyenoord). Il souhaite conquérir le titre national dès 2007. Il quittera le club amstellodamois au mois d'octobre 2007 pour rejoindre le club londonien de Chelsea. Il sera dès lors remplacé jusqu'à la fin de la saison 2007-2008 par l'ancien entraîneur du RKC Waalwijk, Adrie Koster.
Cependant, l'Ajax rate sa confrontation face au FC Copenhague lors du troisième tour préliminaire de la Ligue des champions. Après une victoire 2-1 au Danemark, la jeune équipe de l'Ajax, fébrile, s'incline 0-2 sur sa pelouse, la privant de la plus prestigieuse des Coupes d'Europe. Reversée en Coupe UEFA, l'équipe, au terme d'un bon parcours en poules, tombera sur le favori de l'épreuve en seizièmes-de-finale, le Werder Brême. Au match aller en Allemagne, l'Ajax perd 3-0, mais s'imposera pour le prestige au retour (3-1).
En Championnat, le club connaît également quelques succès d'importance. Il remporte la Supercoupe des Pays-Bas en battant le PSV Eindhoven dès le mois d'août et s'impose en fin de saison aux tirs au but face à AZ Alkmaar en finale de la Coupe des Pays-Bas. Le club manque de profiter de l'effondrement du PSV en fin de saison, comblant pourtant un fossé de dix points, mais privé du titre pour un but d'écart à la différence de buts globale sur la saison.
À l'été 2007, le meneur de jeu Wesley Sneijder (23 ans), formé au club, est courtisé par quelques-uns des plus grands clubs européens, mais décide dans un premier temps de rester à l'Ajax. Devant l'insistance du Real Madrid, l'Ajax se décide finalement à lui céder sa perle pour environ 27 millions d'euros, un record pour le club d'Amsterdam. De son côté, Liverpool réussit à attirer à lui l'attaquant Ryan Babel, âgé de seulement 20 ans et lui aussi formé à l'Ajax. Avec le départ de Tom de Mul pour le FC Séville, cela fait trois titulaires de la saison précédente qui quittent l'Ajax pour d'autres aventures.
La saison 2007-2008 fut dans la droite ligne des deux précédentes. Comptant sur sa vedette Klaas-Jan Huntelaar et Edgar Davids, devenu capitaine après le retrait de Jaap Stam, l'équipe, entraînée par Adrie Koster, s'appuie toujours sur l'ossature latino-néerlandaise, bâtie par son prédécesseur Henk ten Cate. Ses piliers sont le gardien de but Stekelenburg, les défenseurs Heitinga et Vermaelen, les milieux Gabri, Davids et Emanuelson, les attaquants Suárez et Huntelaar ; celui-ci finira à 38 buts en Championnat.
Débuté de manière catastrophique par une nouvelle élimination lors du troisième tour préliminaire de la Ligue des champions fin août face au Slavia Prague (0-1, 1-2), qui coûtera sa place à Henk ten Cate, le parcours européen de l'Ajax sera très chaotique et la fébrilité de l'équipe connue sur tout le continent. Reversé en Coupe UEFA, le club est éliminé sans gloire au premier tour par le Dinamo Zagreb, alors qu'il remporta 1-0 le match aller en terres croates. Le retour à l'ArenA, conclu au terme de prolongations épiques, sera un naufrage (2-3).
Dès lors, l'équipe se concentre sur le Championnat, où le PSV Eindhoven est nettement moins dominateur que les saisons précédentes. Le club échoue cependant à empêcher le PSV de conquérir son quatrième titre national consécutif. En tant que deuxième du Championnat, l'Ajax se qualifie pour le tournoi final désignant le titulaire du futur billet en Ligue des champions, mais ne parvient pas à le remporter pour la troisième année consécutive, battu cette fois en finale par le FC Twente, qui sera le second club représentant les Pays-Bas dans la compétition majeure européenne.
Devant tant de contre-performances, le club d'Amsterdam voit son crédit s'effriter et ses meilleurs joueurs partir. Hedwiges Maduro (Valence CF), John Heitinga (Atlético Madrid) et Edgar Davids ont notamment déjà quitté l'équipe. À partir de juillet 2008, l'Ajax est entraîné par une ancienne gloire du club, l'ex-sélectionneur national Marco van Basten, qui a dirigé la sélection des Pays-Bas lors de l'Euro 2008, échouant en quarts de finale face à la Russie (3-1 après prolongations). Le club voulait également proposer des responsabilités à la plus grande gloire du football national et du club, Johan Cruyff, notamment au centre de formation, mais celui-ci a décliné, arguant de mauvaises relations avec l'entraîneur choisi.
Pour attaquer cette nouvelle saison, le club s'attache les services du prometteur espoir Ismaïl Aissati, en provenance du PSV, et de deux attaquants : Darío Cvitanich et surtout Miralem Sulejmani, jeune attaquant serbe en provenance du SC Heerenveen pour qui le club amstellodamois bat le record du transfert le plus onéreux de l'histoire des Pays-Bas avec un montant de 16,25 millions d'euros. Les sommes engagées en transferts de joueur à l'été 2008 s'élèvent à environ 35 millions d'euros, soit une des plus importantes sommes jamais versées par un club néerlandais.

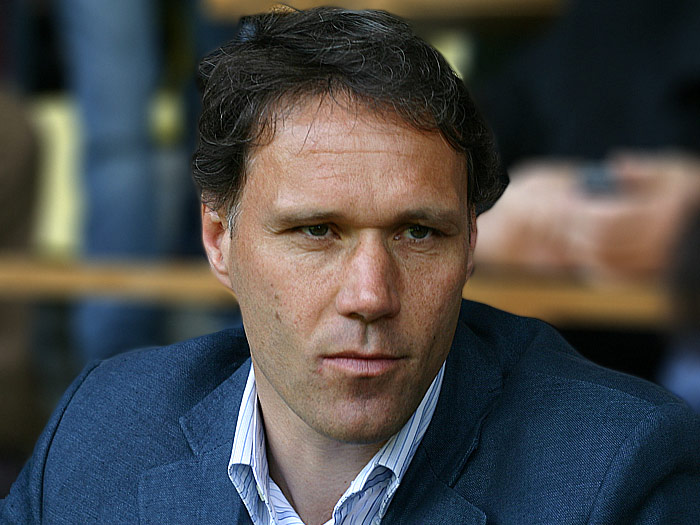
Marco van Basten retrouve en 2008 l'Ajax.

Van Basten choisit Klaas-Jan Huntelaar comme capitaine de son équipe, conformément à ce qu'il avait annoncé à sa nomination. Sous la houlette de son gardien international Maarten Stekelenburg, du défenseur espagnol Oleguer, des Belges Thomas Vermaelen et Jan Vertonghen, de l'Uruguayen Luis Suárez et de son avant-centre vedette Huntelaar, le club parvient tout d'abord à se maintenir à portée raisonnable de la tête du classement et, sur le front de la Coupe UEFA, termine deuxième de sa poule, derrière Hambourg, qu'il a pourtant battu chez lui, et devant Aston Villa, les Slovaques du MŠK Žilina et le champion tchèque en titre, le Slavia Prague. Cependant, à la clôture du mercato hivernal, le club laisse partir son emblématique capitaine et prolifique buteur vers le Real Madrid, pour environ 27 millions d'euros, décision pour laquelle le club est largement critiqué, puisqu'il réduit ainsi ses chances d'accrocher à son palmarès un nouveau titre, espéré depuis cinq saisons.
Après quelques mémorables défaites (6-2 en avril chez le rival du PSV Eindhoven, pourtant s'enfonçant dans une crise, et 4-0 au Sparta Rotterdam), l'Ajax laisse filer ses espoirs et AZ Alkmaar, l'équipe de son ancien entraîneur Louis van Gaal, est couronné champion pour la première fois depuis 28 ans. Le parcours de l'Ajax en Coupe UEFA, loin d'être ridicule (victoire face à la Fiorentina en seizièmes 1-0, 1-1) mais loin de celui de 1992, s'arrête lors de la double confrontation face à l'Olympique de Marseille, qui arrache sa qualification en quarts de finale d'un but hasardeux de l'inexpérimenté Tyrone Mears, en prolongations à l'ArenA (2-1, 2-2 a.p.). Surtout, la deuxième place du Championnat échappe de nouveau au club, au profit du FC Twente, qui tentera de se qualifier pour la phase de poules de Ligue des champions en septembre 2009, contrairement à l'Ajax, qui disputera la Ligue Europa.
À cause de ces contreperformances, Marco van Basten décide de remettre sa démission le 6 mai 2009, en affirmant : « Notre objectif principal en début de saison était de remporter le championnat. Puis nous avons visé la deuxième place, et quand on rate ces deux objectifs, on peut dire qu'on a échoué. ». Pour le dernier match de la saison, justement face au FC Twente, l'équipe est entraînée par John van 't Schip, qui assure l'intérim, avant que les dirigeants ne trouvent un successeur à van Basten, qui devra obtenir des résultats tout en respectant la philosophie de jeu du club.
Le 26 mai 2009, Martin Jol est nommé nouvel entraîneur du club pour les quatre prochaines saisons. C'est un retour au pays pour Jol après de nombreuses années passées à l'étranger, dont trois saisons aux Tottenham Hotspur Football Club. Avec lui, l'Ajax remporte la coupe des Pays-Bas en 2010 et se qualifie pour la Ligue des champions. Après un début de saison raté, en particulier en coupe d'Europe, il démissionne le 6 décembre 2010, Frank de Boer lui succède. Il revient aux fondamentaux de l'Ajax, le 4-3-3, et donne sa chance aux jeunes tout en écartant El Hamdaoui. Après une fin de saison rythmée, l'Ajax décroche son 30e titre de champions lors de la dernière journée, en battant le FC Twente à Amsterdam. Lors de ce match, neuf des joueurs de l'Ajax sont issus du centre de formation du club.
En 2011-2012, l'équipe de Frank de Boer remporte à nouveau le titre de champion, après avoir été éliminée de la Ligue des champions en phase de poule terminant derrière le Real Madrid et l'Olympique lyonnais. Reversée en seizième de finale de la Ligue Europa, l'Ajax verra son parcours européen stoppé par Manchester United (0-2, 2-1). Cette saison restera marquée par de nombreuses absences pour blessures.
En 2012-2013, la « révolution Cruyff » consolide ses bases, retour des anciens (Frank de Boer, Bergkamp, Overmars, Van der Sar notamment) aux responsabilités techniques et importance accentuée du centre de formation, et continue de produire ses effets bénéfiques. Après être sorti troisième du « groupe de la mort » (Real Madrid, Manchester City et Borussia Dortmund) en Ligue des champions, l'Ajax est rapidement éliminé en Ligue Europa. Mais l'Ajax remporte le titre de champion des Pays-Bas, pour la troisième année consécutive. La saison aura été marquée au niveau des joueurs par l'éclosion du talent de Viktor Fischer, la progression de Daley Blind, le retour de Ryan Babel et la confirmation des autres titulaires grâce au bon coaching de Frank de Boer. Avec trois titres, il égale ses prédécesseurs les plus illustres, Rinus Michels et Louis van Gaal. Il devient par ailleurs le seul footballeur européen à avoir jamais remporté trois titres nationaux d'affilée en tant que joueur (cinq au total) et quatre en tant qu'entraîneur. En effet, Après un trente troisième titre de champion en 2014, l'Ajax termine second du championnat en 2015, 2016, 2017 et 2018.

### Naissance d'une nouvelle jeunesse dorée (depuis 2016)
La saison 2016-2017 est marquée par le parcours en Ligue Europa et l'émergence de jeunes talents comme Kasper Dolberg, Matthijs de Ligt, Justin Kluivert, Davinson Sánchez ou encore le portier André Onana. L'équipe menée par Peter Bosz se hisse en finale de la compétition. Après avoir éliminé des clubs comme Schalke 04 ou l'Olympique lyonnais, elle s'y incline face à Manchester United sur le score de 2-0.
En 2017-2018, Peter Bosz, s'en va prendre la place de Thomas Tuchel remercié au Borussia Dortmund ; il est remplacé par Marcel Keizer. Passé par l'Ajax entre 2006 et 2009, le buteur néerlandais Klaas-Jan Huntelaar (auteur de 105 buts en 136 matchs durant ses trois saisons au club) fait son grand retour. En décembre 2017, Erik ten Hag remplace Marcel Keizer au poste d'entraîneur.
Le 5 mars 2019, l'Ajax Amsterdam élimine le Real Madrid, triple tenant du titre de la Ligue des champions, sur le score cumulé de 5-3 en huitièmes de finale de la compétition, au terme d'une double confrontation pleinement aboutie pour les Ajacides. En quarts de finale, ils éliminent la Juventus de Turin sur le score cumulé de 3-2, en battant la Vieille Dame chez elle 2-1. Arrivé en demi-finales, l'Ajax Amsterdam est éliminé par Tottenham, finalement contre toute attente : d'abord vainqueurs sur le terrain de Tottenham (0-1), les Amstellodamiens prennent les commandes chez eux (2-0), avant de laisser filer le match (2-3). Néanmoins, ces exploits européens marquent l'âge d'or d'une génération dorée incarnée notamment par Frenkie de Jong, Matthijs de Ligt, Hakim Ziyech ou encore Donny van de Beek. Le lendemain de cette défaite, le cours en bourse de l'Ajax Amsterdam chute de 20 %.

## Le«football total»
Dans les années 1970, l'Ajax innove en créant le « football total », initié auparavant par Jack Reynolds et développé sous la houlette de Rinus Michels, puis Stefan Kovacs. Johan Cruyff, sur le terrain, illustrera au mieux cette tactique. Il s'agit d'une véritable révolution, qui consiste en le principe suivant : toute l'équipe attaque ou défend, selon la situation. Cette doctrine de jeu nécessite une excellente condition physique, une extrême polyvalence et une grande qualité technique.
Dans un 4-3-3 occupant au mieux l'espace, Cruyff est officiellement positionné comme un avant-centre, mais navigue sur le front de l'attaque, en positionnant ses autres coéquipiers. Ceux-ci — Neeskens, Krol, Rep, Haan, Swart, Mühren, notamment — intervertissent alors régulièrement leurs postes, de telle sorte que tous les rôles soient toujours occupés, mais pas toujours par le même joueur. Le défenseur Barry Hulshoff, de l'équipe victorieuse des trois Coupes d'Europe des clubs champions en 1971, 1972 et 1973, explique alors : « Nous discutions tout le temps entre nous de l'espace que nous occupions. Johan Cruyff disait toujours où chacun devait courir ou se situer, et à quel moment il ne fallait pas bouger. » Ce dernier avait un sens quasi géométrique et architectural du positionnement d'une équipe sur un terrain de football.
La victoire 2-0 en finale de 1972 donne à l'Ajax la pleine reconnaissance de son style de jeu, alors qu'il affronte l'Inter Milan, partisan du « catenaccio », stratégie à l'opposé du football total, basée sur le verrouillage du jeu. Au lendemain de cette victoire, le quotidien néerlandais Algemeen Dagblad indique : « Le système de l'Inter est dépassé. Le football défensif est détruit. »
En 1995, l'équipe de Louis van Gaal remporte la Ligue des champions contre le Milan AC en faisant varier la tactique de ses glorieux ainés, articulée cette fois autour d'un 3-4-3. Le système de jeu repose alors sur un libéro, deux stoppeurs rapides au marquage des attaquants, un milieu en losange composé d'un récupérateur, de trois milieux offensifs et enfin d'une attaque, composée de deux véritables ailiers de débordement et d'un avant-centre.
Toutes les équipes de l'Ajax, des plus jeunes aux professionnels et souvent entraînées par d'anciens joueurs experts de ce système, sont initiées au football total. Si les exigences du football d'aujourd'hui imposent quelques adaptations, cette tactique constitue la marque de fabrique de l'Ajax, reprise dans quelques-uns des plus grands clubs européens (le FC Barcelone champion d'Europe 2006, 2009 et 2011, par exemple).

## L'importance de la formation
Le club est tout particulièrement célèbre pour son centre de formation réputé, qui a révélé de nombreux footballeurs d'exception, Cruyff en ayant été un des premiers exemples. Lors de la victoire en Ligue des champions de 1995, l'équipe "ajacide" était presque entièrement composée de joueurs issu de son centre de formation : le gardien Edwin van der Sar ; les défenseurs Michael Reiziger, Frank de Boer et Danny Blind ; les milieux de terrain Ronald de Boer, Edgar Davids et Clarence Seedorf ; les attaquants Patrick Kluivert et Marc Overmars. Il est encore considéré comme le meilleur centre de formation d'Europe et du monde.
Malgré le relatif déclin global du club sur le plan européen depuis cette époque, le centre de formation continue à produire des joueurs reconnus, comme Wesley Sneijder, John Heitinga, Hedwiges Maduro, Urby Emanuelson, Maarten Stekelenburg, Rafael van der Vaart, Ryan Babel. Van der Vaart, Sneijder, Heitinga, Babel, Maduro et Stekelenburg ont même fait partie de l'équipe des Pays-Bas pour la Coupe du monde 2006.
À noter également que lors de la finale de la Coupe du monde de football 2010 face à l'Espagne, l'équipe des Pays-Bas était composée au coup d'envoi de 7 joueurs sur 11 issus du centre de formation de l'Ajax Amsterdam.
L'Ajax a été désigné meilleur club formateur au monde en 2014 par un organisme indépendant Suisse, à partir d'une analyse quantitative. La question plus générale est la difficulté croissante à conserver les joueurs qui sont aspirés de plus en plus tôt par les clubs européens les plus riches, en l'absence de toute réglementation.
En juin 2018, la catégorie U10 de l'Ajax remporte l'Europoussins à Pleudihen sur Rance (France) en battant en finale l'équipe de Chelsea après une séance de tirs au but grâce à deux parades de leur gardien.

### Club affiliés
L'Ajax possède de nombreux clubs affiliés, où le club peut recruter des jeunes joueurs. Ces clubs peuvent échanger des joueurs avec l'Ajax ou les transférer.
Il y a deux catégories de clubs :
- Les clubs dits « filiales », qui appartiennent à l'Ajax et sont des centres de formation basés à l'étranger, ceux-ci font partie du programme de recherche de talents à l'étranger de l'Ajax, et fonctionnent comme des clubs satellites
- Les clubs partenaires, qui peuvent passer des accords avec l'Ajax pour des éventuels échanges de joueurs, prêts, transferts...

| Almere City   | Almere, Pays-Bas       | 2005 |
| FC Barcelone  | Barcelone, Espagne     | 2007 |
| Cruzeiro      | Belo Horizonte, Brésil | 2007 |
| Beijing Guoan | Pékin, Chine           | 2007 |
| SE Palmeiras  | São Paulo, Brésil      | 2010 |
| AS Trencin    | Trenčín, Slovaquie     | 2012 |

| Germinal Beerschot     | Anvers, Belgique       | 1999 - 2003 |
| Ashanti Gold SC        | Obuasi, Ghana          | 1999 - 2003 |
| Ajax Orlando Prospects | Orlando, Floride       | 2003 - 2007 |
| HFC Haarlem            | Haarlem, Pays-Bas      | 2006 - 2010 |
| FC Volendam            | Volendam, Pays-Bas     | 2007 - 2010 |
| Ajax Cape Town         | Le Cap, Afrique du Sud | 1999 - 2020 |

#### Exemples de collaborations
- Ajax Cape Town : transferts de grands joueurs sud-africains comme Steven Pienaar, Eyong Enoh, ou Thulani Serero.
- Almere City FC : l'ex-entraîneur de la Jong Ajax, Fred Grim, devient l'entraîneur d'Almere grâce au partenariat.
- FC Barcelone : transferts de joueurs comme Oleguer Presas et Gabri García, prêt à l'amiable de Bojan Krkić.
- Cruzeiro : des joueurs de Cruzeiro viennent de temps à autre faire des périodes d'essai à l'Ajax, en cas de transfert, le tarif est réduit.
- Beijing Guoan : aide au développement des jeunes joueurs chinois, période d'essai de ceux-ci assez fréquentes.
- AS Trencin : le Slovaque Lobotka est prêté gratuitement à l'Ajax en échange d'un prêt de van Kessel.

## Judaïsme
Parmi les supporteurs de l'Ajax, certains utilisent ostensiblement des symboles faisant référence au judaïsme et à Israël. Cette tradition « juive » remonte probablement aux années 1970 avec la montée du hooliganisme et la structuration des premiers groupes ultras. Cette proximité avec la communauté juive d'Amsterdam est au départ avant tout géographique : tous deux étaient installés dans l'Est de la ville :  l’un des premiers stades de l’Ajax, le stade De Meer, était situé dans une zone réputée pour être habitée par des commerçants juifs, proche du quartier juif de Jodenbuurt. Composée de 140 000 personnes dont 80 000 à Amsterdam, la population juive néerlandaise sera décimée durant la Seconde guerre mondiale » et le traumatisme reste très présent dans la culture d'Amsterdam,.
Les adversaires de l'Ajax sont les premières personnes à s’être emparées de ce lien ténu existant entre le club et les Juifs. Ainsi, à Amsterdam, les clubs rivaux ont, de manière régulière depuis les années 1950, utilisé des chants et des injures antisémites pour attaquer l’Ajax et ses fans.
Depuis le début des années 1980, les provocations antisémites subies en déplacement par les supporteurs de l'Ajax ont augmenté avec la montée du néonazisme dans les stades. Il n'est pas rare que leurs adversaires imitent le bruit d'un gaz qui s'échappe (référence au Zyklon B des chambres à gaz), chantent des chansons évoquant la Shoah ou scandent « Hamas ! Hamas ! Les Juifs au gaz ». En réaction, le phénomène de revendication du judaïsme s'est également amplifié avec fierté, et pour faire hurler leurs détracteurs, les personnes concernées se revendiquent comme membres d'un « club juif », alors même que très peu de joueurs de l'Ajax et même de supporters sont de confession juive, et sans que ces manifestations sportives aient le moindre sens religieux ni politique. Ces supporteurs ajacides arborent de larges étoiles de David pour encourager leur équipe. Les plus radicaux d'entre eux, dont le F-side (en), se surnomment parfois les Joden (« Juifs » en néerlandais) ou même Super Joden (« Les Superjuifs »),.
En janvier 2005, le président de l'Ajax, John Jaakke, voulait mettre un terme à l'étiquette « juive » apposée au club. Il déclarait dans un communiqué : « Notre situation est paradoxale. Nous sommes un prétendu club juif mais, dans la plupart des cas, nos supporteurs juifs hésitent à assister aux matches à domicile — ne parlons pas de ceux à l'extérieur — à cause des réactions blessantes des fans de nos adversaires. Il faut mettre fin à ce paradoxe. » Dans les faits, la polémique à ce sujet s'est calmée, et les supporters les plus fervents (F-side (en)) restent très attachés à ces symboles et chants.

## Équipes rivales
Même si le PSV Eindhoven représente le principal rival sportif de l'Ajax néerlandais, son adversaire traditionnel demeure Feyenoord, le club de la ville de Rotterdam. Chaque année, cette confrontation donne lieu au « De Klassieker », sorte d'équivalent du « Clásico » entre le Real Madrid et le FC Barcelone.
Ce match oppose les deux villes les plus peuplées des Pays-Bas, dont les réputations respectives relèvent de clichés contrastés : si Amsterdam est considérée comme la ville des artistes et des mondanités, Rotterdam est la ville laborieuse, adossée au plus grand port marchand du monde.
En outre, ces dernières saisons ont vu l'apparition au tout premier plan de l'AZ Alkmaar (champions en 2009), et du FC Twente (champion en 2010, et vice-champions en 2009 et 2011).
Le PSV Eindhoven étant aussi un sérieux rival de l'Ajax, certains vont jusqu'à qualifier les matchs Ajax - PSV de « Topper ».

## Bilan sportif

### Palmarès
| Compétitions nationales | Compétitions internationales |
| --- | --- |
| - Championnat des Pays-Bas (36) - Champion : 1918, 1919, 1931, 1932, 1934, 1937, 1939, 1947, 1957, 1960, 1966, 1967, 1968, 1970, 1972, 1973, 1977, 1979, 1980, 1982, 1983, 1985, 1990, 1994, 1995, 1996, 1998, 2002, 2004, 2011, 2012, 2013, 2014, 2019, 2021 et 2022 - Vice-champion : 1928, 1930, 1936, 1946, 1961, 1963, 1969, 1971, 1978, 1981, 1986, 1987, 1988, 1989, 1991, 1992, 2003, 2005, 2007, 2008, 2010, 2015, 2016, 2017, 2018 et 2025 - Coupe des Pays-Bas (20) - Vainqueur : 1917, 1943, 1961, 1967, 1970, 1971, 1972, 1979, 1983, 1986, 1987, 1993, 1998, 1999, 2002, 2006, 2007, 2010, 2019 et 2021 - Finaliste : 1968, 1978, 1980, 1981, 2011, 2014, 2022, 2023 - Supercoupe des Pays-Bas (9) - Vainqueur : 1993, 1994, 1995, 2002, 2005, 2006, 2007, 2013, 2019 - Finaliste : 1996, 1998, 1999, 2004, 2010, 2011, 2012, 2014, 2021, 2022 - Tournoi d'Amsterdam (10) - Vainqueur : 1978, 1980, 1985, 1987, 1991, 1992, 2001, 2002, 2003 et 2004 - Finaliste : 1975, 1976, 1981, 1982, 1983, 1984, 1990, 2000 et 2009 | - Ligue des champions (4) - Vainqueur : 1971, 1972, 1973, 1995 - Finaliste : 1969, 1996 - Coupe d'Europe des vainqueurs de coupe (1) - Vainqueur : 1987 - Finaliste : 1988 - Coupe UEFA / Ligue Europa (1) - Vainqueur : 1992 - Finaliste : 2017 - Supercoupe d'Europe (3) - Vainqueur : 1972, 1973 et 1995 - Finaliste : 1987 - Coupe intercontinentale (2) - Vainqueur : 1972 et 1995 - International football cup (1) - Vainqueur : 1962 - NextGen Series (Ligue des champions -19 ans) - Finaliste : 2012 |

### Bilan européen
| Compétition                | Titres | P  | M   | V   | N   | D   | BP  | BC  | Diff. |
| -------------------------- | ------ | -- | --- | --- | --- | --- | --- | --- | ----- |
| Ligue des champions (C1)   | 4      | 38 | 247 | 112 | 64  | 71  | 396 | 392 | +114  |
| Coupe des coupes (C2)      | 1      | 5  | 28  | 18  | 2   | 8   | 53  | 22  | +22   |
| Ligue Europa (C3)          | 1      | 31 | 177 | 89  | 31  | 57  | 305 | 197 | +108  |
| Ligue Conférence (C4)      | -      | 1  | 4   | 1   | 2   | 1   | 4   | 7   | -3    |
| Supercoupe de l'UEFA       | 2      | 3  | 6   | 2   | 1   | 3   | 11  | 4   | +7    |
| Coupe intercontinentale    | 2      | 2  | 3   | 1   | 2   | 0   | 4   | 1   | +3    |
| Coupe des villes de foires | -      | 1  | 10  | 6   | 0   | 4   | 24  | 11  | +13   |
| Total                      | 10     | 81 | 475 | 229 | 102 | 144 | 797 | 524 | +273  |

## Identité du club

### Couleurs

Drapeau d'Amsterdam.

À sa création, l'Ajax jouait en maillot et short noirs, avec une bande rouge autour de la taille. Ensuite, jusqu'en 1911, l'Ajax a joué avec un maillot à rayures rouges et blanches, un short et des chaussettes noires. Le rouge, le noir et le blanc rappellent les couleurs d'Amsterdam.
Dès 1912, l'Ajax atteint la première division et les trop grandes similitudes entre le maillot du Sparta Rotterdam obligent l'Ajax à changer de couleurs. Le maillot devient blanc, avec une large bande verticale rouge, le short est blanc également.
Ces couleurs sont inamovibles depuis cette époque, contrairement à celles du maillot du club lorsqu'il évolue à l'extérieur. Du maillot bleu ciel short noir au début des années 2000 au maillot or avec une bande verticale bleu marine en 2004-2005, il est en 2007-2008 bleu foncé.
Le sponsor figurant sur les maillots de l'Ajax est ZIGGO, succédant à l'assureur Aegon et à la banque néerlandaise ABN Amro. C'est Adidas qui est l'équipementier du club depuis 2000, succédant à Umbro (entre 1989 et 2000).

### Logo
Le visage caractéristique du héros grec n'a pas toujours fait partie du blason de l'Ajax. Dans les années 1900, il était constitué d'une image d'un footballeur portant la tenue de l'Ajax, entouré d'un texte : « Amst. Football-Club Ajax ».
L'image du héros grec éponyme Ajax apparaît dès 1925. En septembre 1928, le nouveau logo du club est officiellement présenté. Le bouclier rouge et blanc illustre les couleurs du club.

En 1991, il est simplifié et constitué de onze traits, soit autant que de joueurs d'une équipe de football. La police d'écriture choisie est Gill. Les supporters les plus fanatiques n'ont jamais reconnu ce nouveau logo, et continuent de réclamer le retour au précédent. À noter que sous la pression, la boutique officielle de l'Ajax commercialise différents produits avec l'ancien logo, qui du reste apparaît en filigrane sur le maillot officiel 2012-2013.

Historique des logos de l'Ajax Amsterdam
1900-1911
1911-1928
1928-1991 et 2021-2022
1991-2011
2011-2025
À partir de la saison 2025-2026

## Stade
Le premier stade (en bois) de l'Ajax fut construit en 1911 et s'appelait « le Stade ». Le club joua ensuite dans le stade qui fut construit pour les Jeux olympiques d'été de 1928, qui se tenaient à Amsterdam, connu sous le nom de stade olympique.
Dès 1934, l'Ajax déménagea au Stadion De Meer, à l'est d'Amsterdam, où le club évoluera jusqu'en 1996. Lors des matches de Coupe d'Europe les plus importants, le club jouait souvent au stade olympique, d'une capacité plus importante.
En 1996, l'Ajax élit domicile au sud-est de la ville, dans un stade moderne appelé l'Amsterdam ArenA, dont le coût est évalué à 134 millions de dollars (presque 100 millions d'euros). La capacité du stade est de 51 628 places. En 2006-2007, le nombre moyen de spectateurs s'élève à 48 610. En avril 2018, l'Arena est enfin renommé officiellement Johan Cruijff Arena.
La particularité de l'ArenA est de posséder un toit rétractable, situé à 78 mètres au-dessus du sol. Il est le premier d'une série de stades modernes construits en Europe avec ce type de toits. Malheureusement, sa pelouse jouit d'une médiocre réputation. Déjà insuffisamment éclairée et ventilée, elle est régulièrement altérée par la pratique du football américain — puisque les Amsterdam Admirals sont également locataires du stade — et par divers événements qui s'y déroulent.
Le regretté stade de Meer a, lui, été détruit et le terrain vendu à la ville d'Amsterdam.

## Personnalités du club

### Effectif professionnel actuel
Le premier tableau liste l'effectif professionnel de l'Ajax Amsterdam pour la saison 2025-2026. Le second recense les prêts effectués par le club lors de cette même saison.
En grisé, les sélections de joueurs internationaux chez les jeunes mais n'ayant jamais été appelés aux échelons supérieurs une fois l'âge-limite dépassé ou les joueurs ayant pris leur retraite internationale.

### Jong Ajax
L'équipe de la Jong Ajax (U21) évolue en Jupiler League, championnat de deuxième division. Son stade est De Toekomst, l'un des centres de formation les plus réputés au monde.
Elle est entraînée actuellement[Quand ?] par Mitchell van der Gaag et Winston Bogarde. Exploit sans précédent, elle a remporté en 2017-2018 le titre de champions de deuxième division.

### Numéro retiré
| N° | Nat.                 | Poste | Nom du joueur            |
| -- | -------------------- | ----- | ------------------------ |
| 34 | Drapeau des Pays-Bas | M     | Abdelhak Nouri (Hommage) |

### Joueurs célèbres
| Pays                                                          | Nom               | Période             |
| ------------------------------------------------------------- | ----------------- | ------------------- |
| Drapeau des Pays-Bas                                          | Wim Anderiesen    | 1925-1940           |
| Drapeau des Pays-Bas                                          | Piet van Reenen   | 1929-1942           |
| Drapeau des Pays-Bas                                          | Rinus Michels     | 1946-1958           |
| Drapeau des Pays-Bas                                          | Sjaak Swart       | 1956-1973           |
| Drapeau des Pays-Bas                                          | Piet Keizer       | 1961-1974           |
| Drapeau des Pays-Bas                                          | Johan Cruijff     | 1964-1973 1981-1983 |
| Drapeau des Pays-Bas                                          | Wim Suurbier      | 1964-1977           |
| Drapeau de la République fédérative socialiste de Yougoslavie | Velibor Vasović   | 1966-1971           |
| Drapeau des Pays-Bas                                          | Barry Hulshoff    | 1966-1977           |
| Drapeau des Pays-Bas                                          | Arie Haan         | 1967-1975           |
| Drapeau des Pays-Bas                                          | Gerrie Mühren     | 1968-1976           |
| Drapeau des Pays-Bas                                          | Heinz Stuy        | 1968-1976           |
| Drapeau des Pays-Bas                                          | Ruud Krol         | 1968-1980           |
| Drapeau des Pays-Bas                                          | Dick van Dijk     | 1969-1972           |
| Drapeau des Pays-Bas                                          | Johan Neeskens    | 1970-1974           |
| Drapeau de l'Allemagne                                        | Horst Blankenburg | 1970-1975           |
| Drapeau des Pays-Bas                                          | Johnny Rep        | 1971-1975           |
| Drapeau de la Hongrie                                         | Zoltán Varga      | 1973-1974           |
| Drapeau des Pays-Bas                                          | Ruud Geels        | 1974-1978           |
| Drapeau des Pays-Bas                                          | Piet Schrijvers   | 1974-1983           |
| Drapeau du Danemark                                           | Frank Arnesen     | 1975-1981           |
| Drapeau des Pays-Bas                                          | Tscheu La Ling    | 1975-1982           |
| Drapeau du Danemark                                           | Søren Lerby       | 1975-1983           |
| Drapeau des Pays-Bas                                          | Dick Schoenaker   | 1976-1985           |
| Drapeau des Pays-Bas                                          | Simon Tahamata    | 1976-1980           |
| Drapeau des Pays-Bas                                          | Wim Kieft         | 1979-1983           |
| Drapeau des Pays-Bas                                          | Gerald Vanenburg  | 1980-1986           |
| Drapeau des Pays-Bas · Drapeau du Suriname                    | Frank Rijkaard    | 1980-1987 1993-1995 |
| Drapeau des Pays-Bas                                          | Sonny Silooy      | 1980-1987 1989-1996 |

| Pays                                       | Nom               | Période             |
| ------------------------------------------ | ----------------- | ------------------- |
| Drapeau du Danemark                        | Jesper Olsen      | 1981-1984           |
| Drapeau des Pays-Bas                       | Marco van Basten  | 1981-1987           |
| Drapeau des Pays-Bas                       | John van 't Schip | 1981-1992           |
| Drapeau du Danemark                        | Jan Molby         | 1982-1984           |
| Drapeau des Pays-Bas                       | Ronald Koeman     | 1983-1986           |
| Drapeau des Pays-Bas                       | John Bosman       | 1983-1988           |
| Drapeau des Pays-Bas · Drapeau du Suriname | Stanley Menzo     | 1983-1994           |
| Drapeau des Pays-Bas                       | Rob de Wit        | 1984-1986           |
| Drapeau des Pays-Bas                       | Rob Witschge      | 1985-1989           |
| Drapeau des Pays-Bas                       | Frank Verlaat     | 1986-1989 1999-2000 |
| Drapeau des Pays-Bas                       | Richard Witschge  | 1986-1991 1996-2003 |
| Drapeau des Pays-Bas                       | Jan Wouters       | 1986-1991           |
| Drapeau des Pays-Bas                       | Dennis Bergkamp   | 1986-1993           |
| Drapeau des Pays-Bas · Drapeau du Suriname | Aron Winter       | 1986-1992 1999-2003 |
| Drapeau des Pays-Bas                       | Danny Blind       | 1986-1999           |
| Drapeau de la Suède                        | Peter Larsson     | 1987-1991           |
| Drapeau des Pays-Bas · Drapeau du Suriname | Bryan Roy         | 1987-1992           |
| Drapeau des Pays-Bas                       | Ronald de Boer    | 1988-1991 1993-1998 |
| Drapeau des Pays-Bas · Drapeau du Suriname | Michael Reiziger  | 1990-1996           |
| Drapeau des Pays-Bas                       | Edwin van der Sar | 1990-1999           |
| Drapeau des Pays-Bas · Drapeau du Suriname | Edgar Davids      | 1991-1996 2007-2008 |
| Drapeau des Pays-Bas · Drapeau du Suriname | Clarence Seedorf  | 1992-1995           |
| Drapeau des Pays-Bas                       | Marc Overmars     | 1992-1997           |
| Drapeau de la Finlande                     | Jari Litmanen     | 1992-1999 2002-2004 |
| Drapeau du Nigeria                         | Nwankwo Kanu      | 1993-1996           |

| Pays                                                   | Nom                  | Période                  |
| ------------------------------------------------------ | -------------------- | ------------------------ |
| Drapeau du Nigeria                                     | Finidi George        | 1993-1996                |
| Drapeau des Pays-Bas · Drapeau du Suriname             | Winston Bogarde      | 1994-1997                |
| Drapeau des Pays-Bas · Drapeau du Suriname             | Patrick Kluivert     | 1994-1997                |
| Drapeau du Portugal                                    | Dani                 | 1996-2000                |
| Drapeau du Nigeria                                     | Tijjani Babangida    | 1996-2003                |
| Drapeau du Danemark                                    | Michael Laudrup      | 1997-1998                |
| Drapeau du Nigeria · Drapeau de la Belgique            | Sunday Oliseh        | 1997-1999                |
| Drapeau de la Géorgie                                  | Shota Arveladze      | 1997-2001                |
| Drapeau du Danemark                                    | Ole Tobiasen         | 1997-2002                |
| Drapeau des Pays-Bas                                   | Andy van der Meyde   | 1997-2003                |
| Drapeau du Danemark                                    | Brian Laudrup        | 1999-2000                |
| Drapeau de la Roumanie                                 | Cristian Chivu       | 2000-2003                |
| Drapeau des Pays-Bas                                   | Rafael van der Vaart | 2000-2005                |
| Drapeau de la Roumanie                                 | Bogdan Lobonț        | 2000-2005                |
| Drapeau de la Tchéquie                                 | Tomáš Galásek        | 2000-2006                |
| Drapeau de la Suède · Drapeau de la Bosnie-Herzégovine | Zlatan Ibrahimović   | 2001-2004                |
| Drapeau de la Tunisie                                  | Hatem Trabelsi       | 2001-2006                |
| Drapeau d'Afrique du Sud                               | Steven Pienaar       | 2001-2006                |
| Drapeau du Brésil                                      | Maxwell              | 2001-2006                |
| Drapeau de l'Égypte                                    | Mido                 | 2001-2003                |
| Drapeau des Pays-Bas · Drapeau du Suriname             | Nigel de Jong        | 2002-2006                |
| Drapeau du Maroc                                       | Nourdin Boukhari     | 2002-2006                |
| Drapeau des Pays-Bas                                   | Wesley Sneijder      | 2002-2007                |
| Drapeau des Pays-Bas                                   | Maarten Stekelenburg | 2002-2011 2020-          |
| Drapeau de la France                                   | Julien Escudé        | 2003-2006                |
| Drapeau des Pays-Bas · Drapeau du Suriname             | Ryan Babel           | 2003-2007 2012-2013 2020 |
| Drapeau de la Belgique                                 | Thomas Vermaelen     | 2004-2009                |
| Drapeau des Pays-Bas                                   | Jaap Stam            | 2006-2007                |

| Pays                                         | Nom                  | Période             |
| -------------------------------------------- | -------------------- | ------------------- |
| Drapeau des Pays-Bas                         | Klaas-Jan Huntelaar  | 2006-2009 2017-     |
| Drapeau de la Belgique                       | Jan Vertonghen       | 2006-2012           |
| Drapeau de l'Espagne                         | Albert Luque         | 2007-2009           |
| Drapeau de l'Uruguay                         | Luis Suárez          | 2007-2011           |
| Drapeau des Pays-Bas · Drapeau de Curaçao    | Gregory van der Wiel | 2007-2012           |
| Drapeau des Pays-Bas                         | Siem de Jong         | 2007-2014           |
| Drapeau de la Belgique                       | Toby Alderweireld    | 2008-2013           |
| Drapeau des Pays-Bas                         | Daley Blind          | 2008-2014 2018-2022 |
| Drapeau des Pays-Bas                         | Demy de Zeeuw        | 2009-2011           |
| Drapeau du Danemark                          | Christian Eriksen    | 2009-2014           |
| Drapeau du Maroc · Drapeau des Pays-Bas      | Mounir El Hamdaoui   | 2010-2012           |
| Drapeau des Pays-Bas                         | Davy Klaassen        | 2011-2017 2020-     |
| Drapeau du Danemark                          | Lasse Schöne         | 2012-2019           |
| Drapeau des Pays-Bas                         | Donny van de Beek    | 2015-2020           |
| Drapeau des Pays-Bas                         | Frenkie de Jong      | 2015-2019           |
| Drapeau du Maroc                             | Hakim Ziyech         | 2016-2020           |
| Drapeau des Pays-Bas                         | Matthijs de Ligt     | 2016-2019           |
| Drapeau des Pays-Bas                         | Abdelhak Nouri       | 2016-2017           |
| Drapeau de l'Argentine · Drapeau de l'Italie | Nicolás Tagliafico   | 2018-2022           |

### Entraîneurs
| N° | Pays                    | Nom              | Période   |
| -- | ----------------------- | ---------------- | --------- |
| 1  | Drapeau de l'Irlande    | Jack Kirwan      | 1910-1915 |
| 2  | Drapeau de l'Angleterre | Jack Reynolds    | 1915-1925 |
| 3  | Drapeau de l'Angleterre | Harold Rose      | 1925-1926 |
| 4  | Drapeau de l'Angleterre | Sid Castle       | 1926-1928 |
| 5  | Drapeau de l'Angleterre | Jack Reynolds    | 1928-1940 |
| 6  | Drapeau de la Hongrie   | Vilmos Halpern   | 1940-1941 |
| 7  | Drapeau des Pays-Bas    | Wim Volkers      | 1941-1942 |
| 8  | Drapeau des Pays-Bas    | Dolf van Kol     | 1942-1945 |
| 9  | Drapeau de l'Angleterre | Jack Reynolds    | 1945-1947 |
| 10 | Drapeau de l'Angleterre | Robert Smith     | 1947-1948 |
| 11 | Drapeau de l'Angleterre | Walter Crook     | 1948-1950 |
| 12 | Drapeau de l'Écosse     | Robert Thomson   | 1950-1953 |
| 13 | Drapeau de l'Angleterre | Walter Crook     | 1953-1954 |
| 14 | Drapeau de l'Autriche   | Karl Humenberger | 1954-1959 |
| 15 | Drapeau de l'Angleterre | Vic Buckingham   | 1959-1961 |
| 16 | Drapeau de l'Angleterre | Keith Spurgeon   | 1961-1962 |
| 17 | Drapeau de l'Autriche   | Joseph Gruber    | 1962-1963 |
| 18 | Drapeau de l'Angleterre | Jack Rowley      | 1963-1964 |
| 19 | Drapeau de l'Angleterre | Vic Buckingham   | 1964-1965 |
| 20 | Drapeau des Pays-Bas    | Rinus Michels    | 1965-1971 |

| N° | Pays                                                          | Nom                  | Période   |
| -- | ------------------------------------------------------------- | -------------------- | --------- |
| 21 | Drapeau de la Roumanie                                        | Ștefan Kovács        | 1971-1973 |
| 22 | Drapeau des Pays-Bas                                          | George Knobel        | 1973-1974 |
| 23 | Drapeau des Pays-Bas                                          | Bobby Haarms         | 1974-1974 |
| 24 | Drapeau des Pays-Bas                                          | Hans Kraay           | 1974-1975 |
| 25 | Drapeau des Pays-Bas                                          | Rinus Michels        | 1975-1976 |
| 26 | Drapeau de la République fédérative socialiste de Yougoslavie | Tomislav Ivić        | 1976-1978 |
| 27 | Drapeau des Pays-Bas                                          | Cor Brom             | 1978-1979 |
| 28 | Drapeau des Pays-Bas                                          | Leo Beenhakker       | 1979-1981 |
| 29 | Drapeau de l'Allemagne                                        | Kurt Linder          | 1981-1982 |
| 30 | Drapeau des Pays-Bas                                          | Aad de Mos           | 1982-1985 |
| 31 | Drapeau des Pays-Bas                                          | Johan Cruyff         | 1985-1988 |
| 32 | Drapeau de l'Allemagne                                        | Kurt Linder          | 1988-1988 |
| 33 | /                                                             | Kohn/Haarms/Hulshoff | 1988-1989 |
| 34 | Drapeau des Pays-Bas                                          | Leo Beenhakker       | 1989-1991 |
| 35 | Drapeau des Pays-Bas                                          | Louis van Gaal       | 1991-1997 |
| 36 | Drapeau du Danemark                                           | Morten Olsen         | 1997-1999 |
| 37 | Drapeau des Pays-Bas                                          | Jan Wouters          | 1999-2000 |
| 38 | Drapeau des Pays-Bas                                          | Hans Westerhof       | 2000-2000 |
| 39 | Drapeau des Pays-Bas                                          | Co Adriaanse         | 2000-2001 |
| 40 | Drapeau des Pays-Bas                                          | Ronald Koeman        | 2001-2005 |

| N° | Pays                 | Nom               | Période   |
| -- | -------------------- | ----------------- | --------- |
| 41 | Drapeau des Pays-Bas | Ruud Krol         | 2005-2005 |
| 42 | Drapeau des Pays-Bas | Danny Blind       | 2005-2006 |
| 43 | Drapeau des Pays-Bas | Henk ten Cate     | 2006-2007 |
| 44 | Drapeau des Pays-Bas | Adrie Koster      | 2007-2008 |
| 45 | Drapeau des Pays-Bas | Marco van Basten  | 2008-2009 |
| 46 | Drapeau des Pays-Bas | John van 't Schip | 2009-2009 |
| 47 | Drapeau des Pays-Bas | Martin Jol        | 2009-2010 |
| 48 | Drapeau des Pays-Bas | Frank de Boer     | 2010-2016 |
| 49 | Drapeau des Pays-Bas | Peter Bosz        | 2016-2017 |
| 50 | Drapeau des Pays-Bas | Marcel Keizer     | 2017      |
| 51 | Drapeau des Pays-Bas | Erik ten Hag      | 2017-2022 |
| 52 | Drapeau des Pays-Bas | Alfred Schreuder  | 2022-2023 |
| 53 | Drapeau des Pays-Bas | John Heitinga     | 2023      |
| 54 | Drapeau des Pays-Bas | Maurice Steijn    | 2023      |
| 55 | Drapeau des Pays-Bas | Hedwiges Maduro   | 2023      |
| 56 | Drapeau des Pays-Bas | John van 't Schip | 2023-2024 |
| 57 | Drapeau de l'Italie  | Francesco Farioli | 2024-2025 |
| 58 | Drapeau des Pays-Bas | John Heitinga     | 2025-     |